# Джок (художник)
Марк Симпсон (англ. Mark Simpson, также известный как Джок (англ. Jock; род. 24 сентября 1972, Ист-Килбрайд, Южный Ланаркшир, Шотландия, Великобритания) — британский художник и сценарист комиксов. Наиболее известные его работы: 2000 AD, лузеры, Бэтмен и Росомаха.

## Карьера

### Комиксы
Профессиональная карьера Джока началась с работы над антологией 2000 AD, впоследствии, в соавторстве со сценаристом Энди Дигглом. Именно с Дигглом он работает над The Losers и Green Arrow: Year One издательства DC Comics и его импринта Vertigo. Совместно с другим сценаристом 2000 AD Майком Кери, для Vertigo Джок занимается сериями Hellblazer и Faker, а также описывает возвращение Джона Константина в графической новелле сценариста Джеми Делано Hellblazer: Pandemonium. Ещё одна работа Джока над ведущими сериями DC — это две истории серии Detective Comics, в одной из которых главным героем выступает Batwoman, в другой Бэтмен.
Джок — очень плодовитый иллюстратор обложек, обладающий собственным запоминающимся стилем. Обложки его авторства были использованы многими издательствами для своих титульных серий.

### Кино
Джок участвовал в разработке целого ряда визуальных концепций и ключевых графических элементов для таких фильмов, как: Хэнкок, Морской бой, Дитя человеческое, Бэтмен: Начало, Люди Икс: Дни минувшего будущего. Также, он был главным концепт дизайнером фильма Судья Дредд 3D.

### Компьютерные игры
Вместе с Крисом Бачало и Джейми Мендосой оформлял комиксные элементы в игре Army of Two: The 40th Day (2010 г).

### 2000 AD
| - Pulp Sci-Fi: Reapermen #1170, 1999 - Судья Дредд: - Shirley Temple of Doom #1193-1196, 2000 - Crossing Ken Dodd #1214, 2000 - Rampots #1231, 2001 - Safe Hands #1273, 2002 - Tartan Terrors #1540, 2007 - Tor Cyan: - Rahab #1295, 2002 - Phage #1296, 2002 - No Such Place #1297-1299, 2002 | - Judge Dredd Megazine: - Судья Дредд: - Dead Ringer том 3 #65, 2000 - Ten Years том 3 #70, 2000 - Lenny Zero: - Lenny Zero том 3 #68, 2000 - Dead Zero том 4 #1-2, 2001 - Wipeout том 4 #14-15, 2002 |

### DC Comics/Vertigo
| - Hellblazer: - The Game of Cat and Mouse #181, 2003 - Hellblazer: Pandemonium графическая новелла, 2010 - The Losers (Vertigo) #1-6, 9-12, 16-19, 23-25, 29-32 2003—2006 - Faker (Vertigo) #1-6 2007—2008 - Green Arrow: Year One #1-6 2007 | - Detective Comics: - Cutter #861-863, 2010 - The Black Mirror #871-873, 2011 - Hungry City #876-878, 2011 - My Dark Architect #880, 2011 - The Face in the Glass #881, 2011 |

### Marvel Comics
| - Dark X-Men: Get Mystique (Slight Return) #3, 2009 | - Savage Wolverine (сценарист и художник) #9-11, 2013 |

### Другие издательства
| - Forty-Five: Amy Turner графическая новелла, Com.x, 2010 - Immortals: Gods and Heroes: The Hunt графическая новелла, Archaia Studios Press, 2011 - Wytches серия комиксов, Image Comics, 2014 |

### Только обложки
| - 2000 AD #1203, 1227, 1236, 1254, 1258, 1260, 1266, 1274, 1304, 1318, 1335, 1397, 1450, 1503 (Fleetway/Rebellion, 2000—2006) - Judge Dredd Megazine том 3, #77 (Fleetway, 2001) - Judge Dredd Megazine том 4, #4, 11 (Fleetway, 2001—2002) - Judge Dredd vs. Aliens: Incubus #4 (Dark Horse, 2003) - 2000 AD Extreme Edition #1 (Rebellion, 2003) - King James #1 (DC Comics, 2004) - The Losers #7-8, 13-15, 20-22, 26-28 (Vertigo, 2004—2005) - Batman: Legends of the Dark Knight #177-178 (DC Comics, 2004) - Detective Comics #797-800, 809—810, 859, 871—881 (DC Comics, 2004—2012) - Женщина-кошка #43 (DC Comics, 2005) - Бэтмен #642-650, Annual #25 (DC Comics, 2005—2006) - Найтвинг #118-124 (DC Comics, 2006) - Болотная тварь #26 (Vertigo, 2006) - Rush City #1-6 (DC Comics, 2006—2007) - Scalped #1-11, 13-17, 21-60 (Vertigo, 2007—2012) - Push #1 (Wildstorm, 2009) | - Громовержцы #127 (Marvel, 2009) - Die Hard: Year One #1-4 (Boom! Studios, 2009) - Batman Confidential #33 (DC Comics, 2009) - Deadlocke #1 (Dark Horse, 2009) - Greek Street #3-6 (Vertigo, 2009) - Azrael #1-3 (DC Comics, 2009—2010) - Freddy vs. Jason vs. Ash: The Nightmare Warriors #5-6 (Wildstorm, 2009—2010) - Driver (Wildstorm, 2010) - Сорвиголова #511 (Marvel, 2011) - Daredevil: Reborn #1-4 (Marvel, 2011) - Халк #626 (Marvel, 2011) - Pigs #1 (Image, 2011) - Marvel Universe vs. Wolverine #3 (Marvel, 2011) - Росомаха MAX #1-15 (Marvel, 2012) - Uncanny #1 Variant (Dynamite, 2013) - Jupiter’s Legacy #2 Variant (Image, 2013) |

## Награды и премии
- 2001 National Comics Award[англ.] в номинации «Лучший новый талант» (англ. Best New Talent) за «Судья Дред» в 2000 AD[12]
- 2010 The 10 Best Movie Posters of 2010 за обложку The Losers #8[13]
- 2012 Stan Lee Award в номинации «Лучшая онгоинг серия» (англ. Best Ongoing Series) за Detective Comics[14]

### Номинации
- 2006 Eisner Award номинирован как «Лучший иллюстратор обложек» (англ. Best Cover Artist) за The Losers
- 2012 Stan Lee Award номинирован как «Лучший художник» (англ. Best Artist) за Detective Comics[15]